# Tennis Borussia Berlin
Tennis Borussia Berlin Eingetragener Verein é uma agremiação esportiva alemã, fundada em 1902, e sediada em Berlim. O nome tem origem de um clube de tênis e, de Borússia, nome latino da Prússia.

## História
Criado em 1902, constituiu uma equipe futebolística no ano sucessivo, a qual desde o início se tornou uma acérrima rival da agremiação líder da cidade, o Hertha Berlim. Venceu o seu primeiro campeonato citadino, em 1932, repetindo a façanha, em 1941, batendo dessa vez o rival Hertha por 8 a 2.
Após o fim da Segunda Guerra Mundial, o TeBe começou a se impor como uma das equipes mais fortes da cidade, mas não foi capaz de conquistar um posto válido para participar da primeira edição da Bundesliga em 1963.
Entre os anos 1960 e 1970 a agremiação atuou sempre na segunda divisão, exceção feita por duas temporadas disputadas na máxima série, em 1974-1975 e 1976-1977. Nesta última ficou no penúltimo lugar. Nos anos 1980 atuou pela maior parte na terceira divisão.
Apesar da sociedade estar atualmente sofrendo há alguns anos de problemas de caráter financeiro, sempre consegue evitar de se unir com outras equipes ou mesmo de se extinguir. Em 1998, graças a um investidor, a equipe conseguiu se reforçar e conquistou a promoção para a Zweite Bundesliga, mas em 2000, a sociedade por conta das excessivas despesas faliu e foi rebaixada na temporada seguinte à Regionalliga Norte (III), na qual terminou na última colocação em 2001. Em 2008, se classificou em primeiro na Oberliga Nordost (IV) e foi promovida para a Regionalliga Nord.

## Títulos
- Regionalliga Berlin
  - Campeão: 1965, 1974;
- 2. Bundesliga Nord
  - Campeão: 1975–1976;
- Amateur-Oberliga Berlin
  - Campeão: 1982, 1985, 1991;
- Regionalliga Nordost
  - Campeão: 1995–1996, 1997–1998;
- NOFV-Oberliga Nord
  - Campeão: 1992–1993, 2008–2009;
- Copa de Brandenburg
  - Campeão: 1932;
- Campeão Amador Alemão
  - Campeão: 1998;
- Berliner Landespokal (16) (Record)
  - Campeão: 1931, 1949, 1951, 1964, 1965, 1973, 1985, 1993, 1995, 1996, 1998, 2000,[nb 1] 2002, 2005, 2006, 2008;
  - Vice-campeão: 1943, 1944, 1950, 1960, 1966, (1969),[nb 2] 1970, 1983, 1987, 2003, 2009;

1. ↑  Reserve team
2. ↑  No title awarded, as no date for the final replay could be fixed.

## Cronologia das temporadas
| Temporada | Divisão                  | Posição |
| --------- | ------------------------ | ------- |
| 1963–64   | Regionalliga Berlin (II) | 2ª      |
| 1964–65   | Regionalliga Berlin (II) | 1ª ↑    |
| 1965–66   | Regionalliga Berlin (II) | 2ª      |
| 1966–67   | Regionalliga Berlin (II) | 2ª      |
| 1967–68   | Regionalliga Berlin (II) | 2ª      |
| 1968–69   | Regionalliga Berlin (II) | 3ª      |
| 1969–70   | Regionalliga Berlin (II) | 2ª      |
| 1970–71   | Regionalliga Berlin (II) | 4ª      |
| 1971–72   | Regionalliga Berlin (II) | 4ª      |
| 1972–73   | Regionalliga Berlin (II) | 3ª      |
| 1973–74   | Regionalliga Berlin (II) | 1ª ↑    |
| 1974–75   | Bundesliga (I)           | 17ª ↓   |
| 1975–76   | 2. Bundesliga Nord (II)  | 1ª ↑    |
| 1976–77   | Bundesliga (I)           | 17ª ↓   |
| 1977–78   | 2. Bundesliga Nord (II)  | 10ª     |
| 1978–79   | 2. Bundesliga Nord (II)  | 11ª     |

| Temporada | Divisão                       | Posição |
| --------- | ----------------------------- | ------- |
| 1979–80   | 2. Bundesliga Nord (II)       | 13ª     |
| 1980–81   | 2. Bundesliga Nord (II)       | 17ª ↓   |
| 1981–82   | Amateur-Oberliga Berlin (III) | 1ª ↑    |
| 1982–83   | Amateur-Oberliga Berlin (III) | 3ª      |
| 1983–84   | Amateur-Oberliga Berlin (III) | 2ª      |
| 1984–85   | Amateur-Oberliga Berlin (III) | 1ª ↑    |
| 1985–86   | 2. Bundesliga (II)            | 19ª ↓   |
| 1986–87   | Amateur-Oberliga Berlin (III) | 2ª      |
| 1987–88   | Amateur-Oberliga Berlin (III) | 2ª      |
| 1988–89   | Amateur-Oberliga Berlin (III) | 8ª      |
| 1989–90   | Amateur-Oberliga Berlin (III) | 3ª      |
| 1990–91   | Amateur-Oberliga Berlin (III) | 1ª ↑    |
| 1991–92   | NOFV-Oberliga Nord (III)      | 4ª      |
| 1992–93   | NOFV-Oberliga Nord (III)      | 1ª      |
| 1993–94   | 2. Bundesliga (II)            | 19ª ↓   |
| 1994–95   | Regionalliga Nordost (III)    | 4ª      |

| Temporada | Divisão                    | Posição |
| --------- | -------------------------- | ------- |
| 1995–96   | Regionalliga Nordost (III) | 1ª ↑    |
| 1996–97   | Regionalliga Nordost (III) | 6ª      |
| 1997–98   | Regionalliga Nordost (III) | 1ª ↑    |
| 1998–99   | 2. Bundesliga (II)         | 6ª      |
| 1999–00   | 2. Bundesliga (II)         | 13ª     |
| 2000–01   | Regionalliga Nord (III)    | 19ª ↓   |
| 2001–02   | NOFV-Oberliga Nord (IV)    | 2ª      |
| 2002–03   | NOFV-Oberliga Nord (IV)    | 4ª      |
| 2003–04   | NOFV-Oberliga Nord (IV)    | 5ª      |
| 2004–05   | NOFV-Oberliga Nord (IV)    | 4ª      |
| 2005–06   | NOFV-Oberliga Nord (IV)    | 5ª      |
| 2006–07   | NOFV-Oberliga Nord (IV)    | 3ª      |
| 2007–08   | NOFV-Oberliga Nord (IV)    | 6ª      |
| 2008–09   | NOFV-Oberliga Nord (V)     | 1ª ↑    |
| 2009–10   | Regionalliga Nord (IV)     | 15ª ↓   |
| 2010–11   | NOFV-Oberliga Nord         | 14ª ↓   |
| 2011–12   | Berlin-Liga (VI)           | 11ª     |
| 2012–13   | Berlin-Liga (VI)           | 8ª      |